# Agencia Magnum
La agencia Magnum Photos es una agencia internacional de fotografía, con oficinas en Nueva York, París, Londres y Tokio.

## Historia
Magnum fue creada en 1947 por los reporteros de guerra Robert Capa, David Seymour «Chim», Henri Cartier-Bresson, George Rodger, Bill Vandivert, Maria Eisner y Rita Vandivert, a la postre, primera presidenta. Cada uno de los fundadores puso un capital de 400 dólares, siendo dicha agencia una de las primeras cooperativas en el mundo de la fotografía.
Por primera vez eran los propios fotógrafos los que tenían sus derechos, pues hasta entonces la empresa que compraba las fotografías las podía usar siempre que deseara sin pagar más a los fotógrafos.
Por otro lado, Magnum fue una iniciativa que permitía a los fotógrafos una relativa independencia en la elección de los temas a documentar, su edición y su publicación, procesos que en la Agencia Magnum estaban en control de los autores y no de los medios de prensa, como sucedía con los fotógrafos contratados por diarios y revistas de la época.
La cooperativa Magnum posibilitó que los fotoperiodistas documentaran muchos de los hechos más importantes de la historia del siglo XX.
Los archivos fotográficos de la Agencia Magnum incluyen fotografías de: estilos de vida, familias, drogas, religiones, guerras, pobreza, hambruna, crímenes, gobiernos y famosos.